# Résultats électoraux de Jacques-Cartier
Les résultats électoraux de Jacques-Cartier sont inscrits dans les tableaux ci-dessous.
| Aller aux résultats d'une élection |
| --- |
| 1867 • 1871 • 1875 • 1878 • 1881 • 1882 • 1883 • 1884 • 1886 • 1890 • 1892 • 1897 • 1900 • 1904 • 1908 • 1912 • 1916 • 1919 • 1923 • 1927 • 1931 • 1933 • 1935 • 1936 • 1939 • 1944 • 1948 • 1952 • 1956 • 1960 • 1961 • 1962 • 1966 • 1970 • 1973 • 1976 • 1981 • 1985 • 1989 • 1994 • 1998 • 2003 • 2007 • 2008 • 2012 • 2014 • 2018 • 2022 |

## Résultats
|                                                                                               | Nom                       | Parti                    | Nombre de voix | %      | Maj.   |
| --------------------------------------------------------------------------------------------- | ------------------------- | ------------------------ | -------------- | ------ | ------ |
|                                                                                               | Gregory Kelley (sortant)  | Libéral                  | 18 158         | 62,6 % | 14 898 |
|                                                                                               | Louis-Charles Fortier     | Conservateur             | 3 260          | 11,2 % | -      |
|                                                                                               | Rébecca Guénard-Chouinard | Coalition avenir         | 2 735          | 9,4 %  | -      |
|                                                                                               | Arthur Fischer            | Parti canadien du Québec | 1 462          | 5 %    | -      |
|                                                                                               | Marie-Ève Mathieu         | Québec solidaire         | 1 456          | 5 %    | -      |
|                                                                                               | Virginie Beaudet          | Vert                     | 1 074          | 3,7 %  | -      |
|                                                                                               | Chantal Beauregard        | Parti québécois          | 877            | 3 %    | -      |
| Total                                                                                         | Total                     | Total                    | 29 022         | 100 %  |        |
| Le taux de participation lors de l'élection était de 63,2 % et 190 bulletins ont été rejetés. |                           |                          |                |        |        |

|                                                                                               | Nom                   | Parti               | Nombre de voix | %      | Maj.   |
| --------------------------------------------------------------------------------------------- | --------------------- | ------------------- | -------------- | ------ | ------ |
|                                                                                               | Gregory Kelley        | Libéral             | 21 133         | 71,8 % | 18 389 |
|                                                                                               | Karen Hilchey         | Coalition avenir    | 2 744          | 9,3 %  | -      |
|                                                                                               | Catherine Polson      | Vert                | 1 981          | 6,7 %  | -      |
|                                                                                               | Nicolas Chatel-Launay | Québec solidaire    | 1 291          | 4,4 %  | -      |
|                                                                                               | Martine Bourgeois     | Parti québécois     | 815            | 2,8 %  | -      |
|                                                                                               | Louis-Charles Fortier | Conservateur        | 762            | 2,6 %  | -      |
|                                                                                               | France Séguin         | NPD Québec          | 555            | 1,9 %  | -      |
|                                                                                               | Teodor Daiev          | Indépendant         | 78             | 0,3 %  | -      |
|                                                                                               | Cynthia Bouchard      | Citoyens au pouvoir | 72             | 0,2 %  | -      |
| Total                                                                                         | Total                 | Total               | 29 431         | 100 %  |        |
| Le taux de participation lors de l'élection était de 65,1 % et 186 bulletins ont été rejetés. |                       |                     |                |        |        |

|                                                                                               | Nom                       | Parti            | Nombre de voix | %      | Maj.   |
| --------------------------------------------------------------------------------------------- | ------------------------- | ---------------- | -------------- | ------ | ------ |
|                                                                                               | Geoffrey Kelley (sortant) | Libéral          | 30 823         | 85,4 % | 28 695 |
|                                                                                               | Denis Deguire             | Coalition avenir | 2 128          | 5,9 %  | -      |
|                                                                                               | Laurence Desroches        | Parti québécois  | 1 079          | 3 %    | -      |
|                                                                                               | James Maynard             | Vert             | 966            | 2,7 %  | -      |
|                                                                                               | Jean-François Belley      | Québec solidaire | 855            | 2,4 %  | -      |
|                                                                                               | Louis-Charles Fortier     | Conservateur     | 232            | 0,6 %  | -      |
| Total                                                                                         | Total                     | Total            | 36 083         | 100 %  |        |
| Le taux de participation lors de l'élection était de 81,2 % et 133 bulletins ont été rejetés. |                           |                  |                |        |        |

|                                                                                               | Nom                        | Parti            | Nombre de voix | %      | Maj.   |
| --------------------------------------------------------------------------------------------- | -------------------------- | ---------------- | -------------- | ------ | ------ |
|                                                                                               | Geoffrey Kelley (sortant)  | Libéral          | 24 525         | 73,1 % | 19 519 |
|                                                                                               | Paola L. Hawa              | Coalition avenir | 5 006          | 14,9 % | -      |
|                                                                                               | Alex Tyrrell               | Vert             | 1 522          | 4,5 %  | -      |
|                                                                                               | Olivier Gendreau           | Parti québécois  | 1 232          | 3,7 %  | -      |
|                                                                                               | François-Xavier Charlebois | Québec solidaire | 859            | 2,6 %  | -      |
|                                                                                               | Francis Juneau             | Indépendant      | 189            | 0,6 %  | -      |
|                                                                                               | Raphaël Hébert             | Option nationale | 128            | 0,4 %  | -      |
|                                                                                               | Ágnes Mina Barti           | Union citoyenne  | 86             | 0,3 %  | -      |
| Total                                                                                         | Total                      | Total            | 33 547         | 100 %  |        |
| Le taux de participation lors de l'élection était de 76,9 % et 176 bulletins ont été rejetés. |                            |                  |                |        |        |

|                                                                                               | Nom                       | Parti               | Nombre de voix | %      | Maj.   |
| --------------------------------------------------------------------------------------------- | ------------------------- | ------------------- | -------------- | ------ | ------ |
|                                                                                               | Geoffrey Kelley (sortant) | Libéral             | 20 433         | 80,9 % | 18 536 |
|                                                                                               | Ryan Young                | Vert                | 1 897          | 7,5 %  | -      |
|                                                                                               | Olivier Gendreau          | Parti québécois     | 1 522          | 6 %    | -      |
|                                                                                               | Marie-Hélène Trudeau      | Action démocratique | 969            | 3,8 %  | -      |
|                                                                                               | Marianne Breton Fontaine  | Québec solidaire    | 364            | 1,4 %  | -      |
|                                                                                               | Marsha Fine               | Marxiste-léniniste  | 87             | 0,3 %  | -      |
| Total                                                                                         | Total                     | Total               | 25 272         | 100 %  |        |
| Le taux de participation lors de l'élection était de 52,8 % et 174 bulletins ont été rejetés. |                           |                     |                |        |        |

|                                                                                               | Nom                       | Parti               | Nombre de voix | %      | Maj.   |
| --------------------------------------------------------------------------------------------- | ------------------------- | ------------------- | -------------- | ------ | ------ |
|                                                                                               | Geoffrey Kelley (sortant) | Libéral             | 22 481         | 70,2 % | 18 508 |
|                                                                                               | Walter Rulli              | Action démocratique | 3 973          | 12,4 % | -      |
|                                                                                               | Ryan Young                | Vert                | 3 545          | 11,1 % | -      |
|                                                                                               | Sophia Caporicci          | Parti québécois     | 1 352          | 4,2 %  | -      |
|                                                                                               | Jill Hanley               | Québec solidaire    | 491            | 1,5 %  | -      |
|                                                                                               | Andy Srougi               | Indépendant         | 166            | 0,5 %  | -      |
| Total                                                                                         | Total                     | Total               | 32 008         | 100 %  |        |
| Le taux de participation lors de l'élection était de 67,3 % et 166 bulletins ont été rejetés. |                           |                     |                |        |        |

|                                                                                               | Nom                       | Parti               | Nombre de voix | %      | Maj.   |
| --------------------------------------------------------------------------------------------- | ------------------------- | ------------------- | -------------- | ------ | ------ |
|                                                                                               | Geoffrey Kelley (sortant) | Libéral             | 30 035         | 86,8 % | 28 141 |
|                                                                                               | Guy Amyot                 | Parti québécois     | 1 894          | 5,5 %  | -      |
|                                                                                               | Jeffrey Penney            | Action démocratique | 1 253          | 3,6 %  | -      |
|                                                                                               | Ryan Young                | Vert                | 727            | 2,1 %  | -      |
|                                                                                               | Keith Henderson           | Égalité             | 650            | 1,9 %  | -      |
|                                                                                               | Daniel Cormier-Roach      | Sans désignation    | 49             | 0,1 %  | -      |
| Total                                                                                         | Total                     | Total               | 34 608         | 100 %  |        |
| Le taux de participation lors de l'élection était de 70,2 % et 151 bulletins ont été rejetés. |                           |                     |                |        |        |

|                                                                                               | Nom                      | Parti               | Nombre de voix | %      | Maj.   |
| --------------------------------------------------------------------------------------------- | ------------------------ | ------------------- | -------------- | ------ | ------ |
|                                                                                               | Geoffrey Kelly (sortant) | Libéral             | 32 924         | 83,7 % | 29 609 |
|                                                                                               | Guy Amyot                | Parti québécois     | 3 315          | 8,4 %  | -      |
|                                                                                               | William F. Shaw          | Égalité             | 1 502          | 3,8 %  | -      |
|                                                                                               | Alexandre Barnes         | Action démocratique | 1 392          | 3,5 %  | -      |
|                                                                                               | Eugène Busque            | Socialisme chrétien | 217            | 0,6 %  | -      |
| Total                                                                                         | Total                    | Total               | 39 350         | 100 %  |        |
| Le taux de participation lors de l'élection était de 79,6 % et 177 bulletins ont été rejetés. |                          |                     |                |        |        |

|                                                                                               | Nom                    | Parti            | Nombre de voix | %      | Maj.   |
| --------------------------------------------------------------------------------------------- | ---------------------- | ---------------- | -------------- | ------ | ------ |
|                                                                                               | Geoffrey Kelly         | Libéral          | 32 839         | 83,7 % | 29 398 |
|                                                                                               | Maurice Crépeau        | Parti québécois  | 3 441          | 8,8 %  | -      |
|                                                                                               | Neil Cameron (sortant) | Égalité          | 2 415          | 6,2 %  | -      |
|                                                                                               | Maurice Bergeron       | Loi naturelle    | 206            | 0,5 %  | -      |
|                                                                                               | Gilles Florent Pepin   | Canada !         | 186            | 0,5 %  | -      |
|                                                                                               | Karl Berryman          | Parti économique | 94             | 0,2 %  | -      |
|                                                                                               | Jacques Hardy          | Communiste       | 76             | 0,2 %  | -      |
| Total                                                                                         | Total                  | Total            | 39 257         | 100 %  |        |
| Le taux de participation lors de l'élection était de 88,1 % et 260 bulletins ont été rejetés. |                        |                  |                |        |        |

|                                                                                               | Nom                      | Parti           | Nombre de voix | %      | Maj. |
| --------------------------------------------------------------------------------------------- | ------------------------ | --------------- | -------------- | ------ | ---- |
|                                                                                               | Neil Cameron             | Égalité         | 14 821         | 43,9 % | 802  |
|                                                                                               | Joan Dougherty (sortant) | Libéral         | 14 019         | 41,5 % | -    |
|                                                                                               | Claudette Montpetit      | Parti québécois | 3 035          | 9 %    | -    |
|                                                                                               | Amy E. Barratt           | Vert            | 1 419          | 4,2 %  | -    |
|                                                                                               | Thomas Ezzy              | NPD Québec      | 228            | 0,7 %  | -    |
|                                                                                               | Neal Ford                | Indépendant     | 192            | 0,6 %  | -    |
|                                                                                               | Howard Galganov          | Indépendant     | 50             | 0,1 %  | -    |
| Total                                                                                         | Total                    | Total           | 33 764         | 100 %  |      |
| Le taux de participation lors de l'élection était de 79,9 % et 579 bulletins ont été rejetés. |                          |                 |                |        |      |

|                                                                                               | Nom                      | Parti                     | Nombre de voix | %      | Maj.   |
| --------------------------------------------------------------------------------------------- | ------------------------ | ------------------------- | -------------- | ------ | ------ |
|                                                                                               | Joan Dougherty (sortant) | Libéral                   | 24 245         | 80,4 % | 20 404 |
|                                                                                               | Don Waye                 | Parti québécois           | 3 841          | 12,7 % | -      |
|                                                                                               | James McCarte            | NPD Québec                | 1 025          | 3,4 %  | -      |
|                                                                                               | Zoltan Zavorsky          | Progressiste conservateur | 624            | 2,1 %  | -      |
|                                                                                               | Jacques Plante           | Vert                      | 310            | 1 %    | -      |
|                                                                                               | Patrick Brière           | Socialisme chrétien       | 67             | 0,2 %  | -      |
|                                                                                               | Harold Quesnel           | Commonwealth du Canada    | 59             | 0,2 %  | -      |
| Total                                                                                         | Total                    | Total                     | 30 171         | 100 %  |        |
| Le taux de participation lors de l'élection était de 77,4 % et 220 bulletins ont été rejetés. |                          |                           |                |        |        |

|                                                                                             | Nom                         | Parti           | Nombre de voix | %      | Maj.   |
| ------------------------------------------------------------------------------------------- | --------------------------- | --------------- | -------------- | ------ | ------ |
|                                                                                             | Joan Dougherty              | Libéral         | 25 894         | 79,5 % | 20 911 |
|                                                                                             | Don Waye                    | Parti québécois | 4 983          | 15,3 % | -      |
|                                                                                             | William Frederick Shaw      | Indépendant     | 1 122          | 3,4 %  | -      |
|                                                                                             | Richard Kendall             | Libertarien     | 304            | 0,9 %  | -      |
|                                                                                             | Pierrette Levesque Delcourt | Union nationale | 259            | 0,8 %  | -      |
| Total                                                                                       | Total                       | Total           | 32 562         | 100 %  |        |
| Le taux de participation lors de l'élection était de 83 % et 211 bulletins ont été rejetés. |                             |                 |                |        |        |

|                                                                                               | Nom                          | Parti                 | Nombre de voix | %      | Maj.  |
| --------------------------------------------------------------------------------------------- | ---------------------------- | --------------------- | -------------- | ------ | ----- |
|                                                                                               | Noël Saint-Germain (sortant) | Libéral               | 10 390         | 35,3 % | 1 255 |
|                                                                                               | Donavan James Carter         | Union nationale       | 9 135          | 31,1 % | -     |
|                                                                                               | Paul Olsen                   | Parti québécois       | 8 666          | 29,5 % | -     |
|                                                                                               | Graham Weeks                 | Alliance démocratique | 683            | 2,3 %  | -     |
|                                                                                               | Huguette Zakrzewski Bergeron | Ralliement créditiste | 523            | 1,8 %  | -     |
| Total                                                                                         | Total                        | Total                 | 29 397         | 100 %  |       |
| Le taux de participation lors de l'élection était de 84,9 % et 544 bulletins ont été rejetés. |                              |                       |                |        |       |

|                                                                                               | Nom                          | Parti           | Nombre de voix | %      | Maj.   |
| --------------------------------------------------------------------------------------------- | ---------------------------- | --------------- | -------------- | ------ | ------ |
|                                                                                               | Noël Saint-Germain (sortant) | Libéral         | 19 551         | 69,3 % | 12 657 |
|                                                                                               | Gilles Côté                  | Parti québécois | 6 894          | 24,4 % | -      |
|                                                                                               | Paul Bouchart d'Orval        | Créditiste      | 1 082          | 3,8 %  | -      |
|                                                                                               | Jacques Noël                 | Union nationale | 705            | 2,5 %  | -      |
| Total                                                                                         | Total                        | Total           | 28 232         | 100 %  |        |
| Le taux de participation lors de l'élection était de 78,5 % et 630 bulletins ont été rejetés. |                              |                 |                |        |        |

|       | Nom                          | Parti                 | Nombre de voix | %      | Maj.   |
| ----- | ---------------------------- | --------------------- | -------------- | ------ | ------ |
|       | Noël Saint-Germain (sortant) | Libéral               | 25 743         | 67,2 % | 19 427 |
|       | Roland Boyer                 | Parti québécois       | 6 316          | 16,5 % | -      |
|       | Jean-Guy Chartier            | Union nationale       | 3 027          | 7,9 %  | -      |
|       | Léonard-E. Baxter            | Indépendant           | 1 850          | 4,8 %  | -      |
|       | Denis-Richard Lalonde        | Ralliement créditiste | 922            | 2,4 %  | -      |
|       | Léo Bourque                  | Indépendant           | 472            | 1,2 %  | -      |
| Total | Total                        | Total                 | 38 330         | 100 %  |        |

|       | Nom                | Parti               | Nombre de voix | %      | Maj.   |
| ----- | ------------------ | ------------------- | -------------- | ------ | ------ |
|       | Noël Saint-Germain | Libéral             | 18 289         | 68,3 % | 11 833 |
|       | Eugène Farineau    | Union nationale     | 6 456          | 24,1 % | -      |
|       | Laurent Bourdon    | RIN                 | 1 808          | 6,8 %  | -      |
|       | Jean Villeneuve    | Ralliement national | 209            | 0,8 %  | -      |
| Total | Total              | Total               | 26 762         | 100 %  |        |

|       | Nom                             | Parti           | Nombre de voix | %      | Maj.   |
| ----- | ------------------------------- | --------------- | -------------- | ------ | ------ |
|       | Marie-Claire Kirkland (sortant) | Libéral         | 69 199         | 77,7 % | 49 388 |
|       | Gérard Beaulac                  | Union nationale | 19 811         | 22,3 % | -      |
| Total | Total                           | Total           | 89 010         | 100 %  |        |

|       | Nom                   | Parti               | Nombre de voix | %      | Maj.   |
| ----- | --------------------- | ------------------- | -------------- | ------ | ------ |
|       | Marie-Claire Kirkland | Libéral             | 34 967         | 75,9 % | 23 866 |
|       | Paul-Émile Le Jour    | Libéral indépendant | 11 101         | 24,1 % | -      |
| Total | Total                 | Total               | 46 068         | 100 %  |        |

|       | Nom                             | Parti                       | Nombre de voix | %      | Maj.   |
| ----- | ------------------------------- | --------------------------- | -------------- | ------ | ------ |
|       | Charles-Aimé Kirkland (sortant) | Libéral                     | 46 024         | 59,3 % | 16 325 |
|       | Guy Pager                       | Union nationale             | 29 699         | 38,3 % | -      |
|       | Rémi Beauchamp                  | Union nationale indépendant | 1 529          | 2 %    | -      |
|       | Bram Vatch                      | Libéral indépendant         | 336            | 0,4 %  | -      |
| Total | Total                           | Total                       | 77 588         | 100 %  |        |

|       | Nom                             | Parti                | Nombre de voix | %      | Maj.  |
| ----- | ------------------------------- | -------------------- | -------------- | ------ | ----- |
|       | Charles-Aimé Kirkland (sortant) | Libéral              | 31 385         | 55,4 % | 9 094 |
|       | Robert Hodge                    | Union nationale      | 22 291         | 39,3 % | -     |
|       | Thérèse-F. Casgrain             | Social démocratique  | 2 322          | 4,1 %  | -     |
|       | Robert Haddow                   | Ouvrier progressiste | 668            | 1,2 %  | -     |
| Total | Total                           | Total                | 56 666         | 100 %  |       |

|       | Nom                             | Parti                  | Nombre de voix | %      | Maj.  |
| ----- | ------------------------------- | ---------------------- | -------------- | ------ | ----- |
|       | Charles-Aimé Kirkland (sortant) | Libéral                | 22 847         | 53,7 % | 4 795 |
|       | Joseph-Jacques Viau             | Union nationale        | 18 052         | 42,4 % | -     |
|       | Gérard-Joseph Labelle           | Commonwealth du Canada | 1 645          | 3,9 %  | -     |
| Total | Total                           | Total                  | 42 544         | 100 %  |       |

|       | Nom                             | Parti                       | Nombre de voix | %      | Maj.  |
| ----- | ------------------------------- | --------------------------- | -------------- | ------ | ----- |
|       | Charles-Aimé Kirkland (sortant) | Libéral                     | 14 524         | 49,6 % | 4 074 |
|       | Joseph-Jacques Viau             | Union nationale             | 10 450         | 35,7 % | -     |
|       | Louis-Joseph Gaston             | Union nationale indépendant | 3 225          | 11 %   | -     |
|       | Victor-Alcide Lachapelle        | Union des électeurs         | 1 088          | 3,7 %  | -     |
| Total | Total                           | Total                       | 29 287         | 100 %  |       |

|       | Nom                             | Parti           | Nombre de voix | %      | Maj.  |
| ----- | ------------------------------- | --------------- | -------------- | ------ | ----- |
|       | Charles-Aimé Kirkland (sortant) | Libéral         | 13 349         | 52 %   | 5 208 |
|       | Anatole Carignan                | Union nationale | 8 141          | 31,7 % | -     |
|       | Joseph-Arthur Larocque          | Bloc populaire  | 4 163          | 16,2 % | -     |
| Total | Total                           | Total           | 25 653         | 100 %  |       |

|       | Nom                        | Parti           | Nombre de voix | %      | Maj.  |
| ----- | -------------------------- | --------------- | -------------- | ------ | ----- |
|       | Charles-Aimé Kirkland      | Libéral         | 7 341          | 68,1 % | 3 895 |
|       | Anatole Carignan (sortant) | Union nationale | 3 446          | 31,9 % | -     |
| Total | Total                      | Total           | 10 787         | 100 %  |       |

|       | Nom                             | Parti           | Nombre de voix | %      | Maj.  |
| ----- | ------------------------------- | --------------- | -------------- | ------ | ----- |
|       | Anatole Carignan                | Union nationale | 5 164          | 59,7 % | 1 678 |
|       | Frederick Arthur Monk (sortant) | Indépendant     | 3 486          | 40,3 % | -     |
| Total | Total                           | Total           | 8 650          | 100 %  |       |

|       | Nom                   | Parti   | Nombre de voix | %      | Maj.  |
| ----- | --------------------- | ------- | -------------- | ------ | ----- |
|       | Frederick Arthur Monk | ALN     | 4 909          | 56,8 % | 1 182 |
|       | Albert-Roni Demers    | Libéral | 3 727          | 43,2 % | -     |
| Total | Total                 | Total   | 8 636          | 100 %  |       |

|       | Nom              | Parti   | Nombre de voix    | %                 | Maj.              |
| ----- | ---------------- | ------- | ----------------- | ----------------- | ----------------- |
|       | Théodule Rhéaume | Libéral | (sans opposition) | (sans opposition) | (sans opposition) |
| Total | Total            | Total   | -                 | -                 |                   |

|       | Nom                       | Parti        | Nombre de voix | %      | Maj. |
| ----- | ------------------------- | ------------ | -------------- | ------ | ---- |
|       | Victor Marchand (sortant) | Libéral      | 4 147          | 51,3 % | 216  |
|       | J.-Dalpé Viau             | Conservateur | 3 931          | 48,7 % | -    |
| Total | Total                     | Total        | 8 078          | 100 %  |      |

|       | Nom                       | Parti        | Nombre de voix | %      | Maj. |
| ----- | ------------------------- | ------------ | -------------- | ------ | ---- |
|       | Victor Marchand (sortant) | Libéral      | 3 716          | 52,9 % | 499  |
|       | Anatole Carignan          | Conservateur | 3 217          | 45,8 % | -    |
|       | Alfred Laurier            | Indépendant  | 98             | 1,4 %  | -    |
| Total | Total                     | Total        | 7 031          | 100 %  |      |

|       | Nom              | Parti        | Nombre de voix | %      | Maj. |
| ----- | ---------------- | ------------ | -------------- | ------ | ---- |
|       | Victor Marchand  | Libéral      | 3 168          | 52,4 % | 288  |
|       | Anatole Carignan | Conservateur | 2 880          | 47,6 % | -    |
| Total | Total            | Total        | 6 048          | 100 %  |      |

|       | Nom                                  | Parti        | Nombre de voix | %      | Maj. |
| ----- | ------------------------------------ | ------------ | -------------- | ------ | ---- |
|       | Ésioff-Léon Patenaude                | Conservateur | 3 366          | 56,2 % | 739  |
|       | Joseph-Séraphin-Aimé Ashby (sortant) | Libéral      | 2 627          | 43,8 % | -    |
| Total | Total                                | Total        | 5 993          | 100 %  |      |

|       | Nom                          | Parti        | Nombre de voix | %      | Maj.  |
| ----- | ---------------------------- | ------------ | -------------- | ------ | ----- |
|       | Joseph-Séraphin-Aimé Ashby   | Libéral      | 4 023          | 59,7 % | 1 308 |
|       | Philémon Cousineau (sortant) | Conservateur | 2 715          | 40,3 % | -     |
| Total | Total                        | Total        | 6 738          | 100 %  |       |

|       | Nom                           | Parti        | Nombre de voix | %      | Maj. |
| ----- | ----------------------------- | ------------ | -------------- | ------ | ---- |
|       | Philémon Cousineau (sortant)  | Conservateur | 2 587          | 53,2 % | 311  |
|       | Joseph-Ulric-Arthur Geoffrion | Libéral      | 2 276          | 46,8 % | -    |
| Total | Total                         | Total        | 4 863          | 100 %  |      |

|       | Nom                          | Parti        | Nombre de voix | %      | Maj. |
| ----- | ---------------------------- | ------------ | -------------- | ------ | ---- |
|       | Philémon Cousineau (sortant) | Conservateur | 2 031          | 52,2 % | 170  |
|       | Charles Avila Wilson         | Libéral      | 1 861          | 47,8 % | -    |
| Total | Total                        | Total        | 3 892          | 100 %  |      |

|       | Nom                              | Parti               | Nombre de voix | %      | Maj. |
| ----- | -------------------------------- | ------------------- | -------------- | ------ | ---- |
|       | Joseph-Adolphe Chauret (sortant) | Libéral             | 1 354          | 46,8 % | 235  |
|       | Édouard Gohier                   | Conservateur        | 1 119          | 38,7 % | -    |
|       | D. Lafortune                     | Libéral indépendant | 420            | 14,5 % | -    |
| Total | Total                            | Total               | 2 893          | 100 %  |      |

|       | Nom                              | Parti        | Nombre de voix | %      | Maj. |
| ----- | -------------------------------- | ------------ | -------------- | ------ | ---- |
|       | Joseph-Adolphe Chauret (sortant) | Libéral      | 1 556          | 57,4 % | 402  |
|       | Daniel Ladouceur                 | Conservateur | 1 154          | 42,6 % | -    |
| Total | Total                            | Total        | 2 710          | 100 %  |      |

|       | Nom                    | Parti        | Nombre de voix | %      | Maj. |
| ----- | ---------------------- | ------------ | -------------- | ------ | ---- |
|       | Joseph-Adolphe Chauret | Libéral      | 1 541          | 50,2 % | 10   |
|       | Édouard Gohier         | Conservateur | 1 531          | 49,8 % | -    |
| Total | Total                  | Total        | 3 072          | 100 %  |      |

|       | Nom                       | Parti        | Nombre de voix | %      | Maj. |
| ----- | ------------------------- | ------------ | -------------- | ------ | ---- |
|       | Joseph-Adélard Descarries | Conservateur | 1 310          | 52,1 % | 107  |
|       | Arthur Boyer (sortant)    | Libéral      | 1 203          | 47,9 % | -    |
| Total | Total                     | Total        | 2 513          | 100 %  |      |

|       | Nom                    | Parti        | Nombre de voix | %      | Maj. |
| ----- | ---------------------- | ------------ | -------------- | ------ | ---- |
|       | Arthur Boyer (sortant) | Libéral      | 1 290          | 54,2 % | 202  |
|       | Louis-Olivier Taillon  | Conservateur | 1 088          | 45,8 % | -    |
| Total | Total                  | Total        | 2 378          | 100 %  |      |

|       | Nom                    | Parti        | Nombre de voix | %      | Maj. |
| ----- | ---------------------- | ------------ | -------------- | ------ | ---- |
|       | Arthur Boyer (sortant) | Libéral      | 888            | 55,3 % | 171  |
|       | G.-Adéodas Prévost     | Conservateur | 717            | 44,7 % | -    |
| Total | Total                  | Total        | 1 605          | 100 %  |      |

|       | Nom                       | Parti        | Nombre de voix | %      | Maj. |
| ----- | ------------------------- | ------------ | -------------- | ------ | ---- |
|       | Arthur Boyer              | Libéral      | 539            | 35,5 % | 167  |
|       | G.-Adéodas Prévost        | Conservateur | 372            | 24,5 % | -    |
|       | Joseph-Adélard Descarries | Conservateur | 322            | 21,2 % | -    |
|       | J.-Baptiste Lecours       | Conservateur | 287            | 18,9 % | -    |
| Total | Total                     | Total        | 1 520          | 100 %  |      |

|       | Nom                              | Parti        | Nombre de voix | %      | Maj. |
| ----- | -------------------------------- | ------------ | -------------- | ------ | ---- |
|       | Joseph-Alfred Mousseau (sortant) | Conservateur | 796            | 51,4 % | 42   |
|       | Joseph-Adélard Descarries        | Conservateur | 754            | 48,6 % | -    |
| Total | Total                            | Total        | 1 550          | 100 %  |      |

|       | Nom                       | Parti        | Nombre de voix | %      | Maj. |
| ----- | ------------------------- | ------------ | -------------- | ------ | ---- |
|       | Joseph-Alfred Mousseau    | Conservateur | 860            | 65,7 % | 411  |
|       | Joseph-Adélard Descarries | Conservateur | 449            | 34,3 % | -    |
| Total | Total                     | Total        | 1 309          | 100 %  |      |

|       | Nom                           | Parti        | Nombre de voix    | %                 | Maj.              |
| ----- | ----------------------------- | ------------ | ----------------- | ----------------- | ----------------- |
|       | Narcisse Lecavalier (sortant) | Conservateur | (sans opposition) | (sans opposition) | (sans opposition) |
| Total | Total                         | Total        | -                 | -                 |                   |

|       | Nom                           | Parti        | Nombre de voix | %      | Maj. |
| ----- | ----------------------------- | ------------ | -------------- | ------ | ---- |
|       | Narcisse Lecavalier (sortant) | Conservateur | 1 012          | 56,6 % | 236  |
|       | H.-C. Saint-Pierre            | Libéral      | 776            | 43,4 % | -    |
| Total | Total                         | Total        | 1 788          | 100 %  |      |

|       | Nom                           | Parti        | Nombre de voix | %     | Maj. |
| ----- | ----------------------------- | ------------ | -------------- | ----- | ---- |
|       | Narcisse Lecavalier (sortant) | Conservateur | 842            | 55 %  | 154  |
|       | Joseph-Michel Robillard       | Libéral      | 688            | 45 %  | -    |
| Total | Total                         | Total        | 1 530          | 100 % |      |

|       | Nom                           | Parti        | Nombre de voix | %      | Maj. |
| ----- | ----------------------------- | ------------ | -------------- | ------ | ---- |
|       | Narcisse Lecavalier (sortant) | Conservateur | 656            | 54,4 % | 107  |
|       | Joseph-Michel Robillard       | Libéral      | 549            | 45,6 % | -    |
|       | Rodolphe Laflamme             | Libéral      | 0              | 0 %    | -    |
| Total | Total                         | Total        | 1 205          | 100 %  |      |

|       | Nom                     | Parti        | Nombre de voix | %      | Maj. |
| ----- | ----------------------- | ------------ | -------------- | ------ | ---- |
|       | Narcisse Lecavalier     | Conservateur | 674            | 55,8 % | 140  |
|       | Joseph-Michel Robillard | Libéral      | 534            | 44,2 % | -    |
| Total | Total                   | Total        | 1 208          | 100 %  |      |